# Чемпионат России по лёгкой атлетике 1992
Открытый чемпионат России по лёгкой атлетике 1992 года прошёл 18—21 июля в Москве на стадионе «Локомотив». Турнир стал первым летним первенством страны по основной легкоатлетической программе после распада Советского Союза. На протяжении 4 дней было разыграно 34 комплекта медалей.
Соревнования не имели статуса отборочных на Олимпийские игры в испанской Барселоне. Состав Объединённой команды, пришедшей в 1992 году на место сборной СССР, определился месяцем ранее (22—25 июня) по итогам чемпионата СНГ, прошедшего в Москве.
В течение 1992 года в различных городах были проведены также чемпионаты России в отдельных дисциплинах лёгкой атлетики:
- 25 апреля — чемпионат России по марафону (Калининград)
- 8 августа — чемпионат России по бегу на 100 км (Архангельск)
- 15—16 августа — чемпионат России по многоборьям (Иркутск)

## Победители
| Дисциплина             | Мужчины                                     | Мужчины   | Женщины                                  | Женщины   |
| Дисциплина             | Чемпион                                     | Результат | Чемпионка                                | Результат |
| ---------------------- | ------------------------------------------- | --------- | ---------------------------------------- | --------- |
| 100 м                  | Александр Порхомовский Москва               | 10,43     | Наталья Воронова Москва                  | 11,30     |
| 200 м                  | Александр Горемыкин Калининградская область | 20,91     | Наталья Воронова Москва                  | 23,04     |
| 400 м                  | Роман Рославцев Санкт-Петербург             | 47,68     | Лилия Нурутдинова Татарстан              | 51,34     |
| 800 м                  | Олег Степанов Курганская область            | 1.48,44   | Екатерина Подкопаева Московская область  | 2.01,69   |
| 1500 м                 | Вячеслав Шабунин Москва                     | 3.40,49   | Лилия Нурутдинова Татарстан              | 4.09,62   |
| 3000 м                 | —                                           | -         | Елена Вязова Украина                     | 9.04,00   |
| 5000 м                 | Дмитрий Дроздов Пензенская область          | 14.07,86  | —                                        | -         |
| 10 000 м               | Николай Керимов Ульяновская область         | 29.01,34  | Надежда Татаренкова Хакасия              | 33.04,15  |
| 3000 м с препятствиями | Владимир Пронин Москва                      | 8.41,45   | —                                        | -         |
| 100 м с барьерами      | —                                           | -         | Елизавета Чернышёва Свердловская область | 12,99     |
| 110 м с барьерами      | Вадим Курач Санкт-Петербург                 | 13,72     | —                                        | -         |
| 400 м с барьерами      | Герман Петров Санкт-Петербург               | 50,87     | Анна Кнороз Москва                       | 56,02     |
| Прыжок в высоту        | Владимир Соколов Брянская область           | 2,26 м    | Елена Грибанова Московская область       | 1,91 м    |
| Прыжок с шестом        | Игорь Янчевский Иркутская область           | 5,50 м    | —                                        | -         |
| Прыжок в длину         | Станислав Тарасенко Ростовская область      | 8,00 м    | Наталья Каюкова Хабаровский край         | 6,57 м    |
| Тройной прыжок         | Аудрюс Райзгис Литва                        | 16,66 м   | Наталья Каюкова Хабаровский край         | 14,14 м   |
| Толкание ядра          | Вячеслав Лыхо Московская область            | 19,68 м   | Светлана Кривелёва Московская область    | 20,06 м   |
| Метание диска          | Дмитрий Шевченко Краснодарский край         | 63,70 м   | Ирина Шабанова Московская область        | 55,42 м   |
| Метание молота         | Сергей Кирмасов Орловская область           | 75,22 м   | Ольга Кузенкова Смоленская область       | 62,98 м   |
| Метание копья          | Лев Шатило Московская область               | 74,32 м   | Елена Медведева Москва                   | 62,46 м   |

## Чемпионат России по марафону
Чемпионат России по марафону 1992 состоялся 25 апреля в Калининграде.

### Мужчины
| Дисциплина | Золото                    | Золото  | Серебро                         | Серебро | Бронза                    | Бронза  |
| ---------- | ------------------------- | ------- | ------------------------------- | ------- | ------------------------- | ------- |
| Марафон    | Руслан Ямаев Башкортостан | 2:16.03 | Эдуард Тухбатуллин Башкортостан | 2:16.12 | Александр Лотов Ленинград | 2:16.59 |

### Женщины
| Дисциплина | Золото                    | Золото  | Серебро                     | Серебро | Бронза                  | Бронза  |
| ---------- | ------------------------- | ------- | --------------------------- | ------- | ----------------------- | ------- |
| Марафон    | Фирая Султанова Татарстан | 2:34.12 | Марина Иванова Башкортостан | 2:41.04 | Людмила Петрова Чувашия | 2:42.04 |

## Чемпионат России по бегу на 100 км
Второй чемпионат России по бегу на 100 километров прошёл 8 августа 1992 года в Архангельске. Трасса представляла собой 10-километровый круг, проложенный по набережной Северной Двины. В чемпионате принимали участие 47 мужчин и 1 женщина (она сошла с дистанции).

### Мужчины
| Дисциплина | Золото                           | Золото  | Серебро                        | Серебро | Бронза                           | Бронза  |
| ---------- | -------------------------------- | ------- | ------------------------------ | ------- | -------------------------------- | ------- |
| 100 км     | Сергей Фундуряк Липецкая область | 7:04.35 | Дмитрий Янкин Липецкая область | 7:05.15 | Борис Камалов Мурманская область | 7:11.40 |

## Чемпионат России по многоборьям
Победители чемпионата России по многоборьям 1992 года определились 15—16 августа в Иркутске.

### Мужчины
| Дисциплина  | Золото                               | Золото     | Серебро                                 | Серебро    | Бронза                           | Бронза    |
| ----------- | ------------------------------------ | ---------- | --------------------------------------- | ---------- | -------------------------------- | --------- |
| Десятиборье | Валерий Белоусов Ставропольский край | 7657 очков | Андрей Чернявский Новосибирская область | 7625 очков | Николай Шерин Московская область | 7424 очка |

### Женщины
| Дисциплина | Золото                              | Золото    | Серебро | Серебро | Бронза | Бронза |
| ---------- | ----------------------------------- | --------- | ------- | ------- | ------ | ------ |
| Семиборье  | Вера Малолетнева Смоленская область | 6234 очка |         |         |        |        |